# 以挪士
以挪士（希伯来语：אֱנוֹשׁ，英语：Enosh），天主教译為厄诺士，是個旧约聖經人物，意为“软弱必死的人”或“人”。在基督教《聖經》及《塔納赫》裡，是亞當的第三子塞特的兒子，该南的父亲，在路加福音中他被列为耶稣的先祖之一。他的寿命是905岁。以挪士是挪亞的七世祖。
以挪士活到90歲生了該南。
在整部《塔納赫》中對以挪士再無其它描述。从以挪士开始，人类开始求告雅赫维（耶和華）的名。

## 參看
- 亞當 - 摩門教中的亞當與夏娃
- 伊斯蘭教中的以諾（Idris；‎）

## 外部連結
- Dictionary of the History of Ideas: Cosmic Voyages
- Catholic Encyclopedia Entry（页面存档备份，存于）
- Jewish Encyclopedia Entry（页面存档备份，存于）
- Mackey Encyclopedia
- "Encyclopedia of Mormonism
- Comparison of Masonic legends of Enoch and Mormon scriptures description of Enoch